# Lycaena rufomargo
Lycaena rufomargo är en fjärilsart som beskrevs av Leeds 1941. Lycaena rufomargo ingår i släktet Lycaena och familjen juvelvingar. Inga underarter finns listade i Catalogue of Life.